# Kõivu
Kõivu is een plaats in de Estlandse gemeente Luunja, provincie Tartumaa. De plaats telt 39 inwoners (2021) en heeft de status van dorp (Estisch: küla).